# Dennis Halft
Dennis Halft (* 1981 in Bonn) ist ein deutscher Dominikaner, Islamwissenschaftler, katholischer Theologe und Hochschullehrer. Er wurde 2020 auf den ersten und bislang einzigen Lehrstuhl für Abrahamitische Religionen im deutschen Sprachraum an der Theologischen Fakultät Trier berufen.

## Leben
Nach seinem Abitur am Collegium Josephinum Bonn 2001 studierte Halft bis 2008 Islamwissenschaft, Religionswissenschaft und Iranistik an der Freien Universität Berlin, am Institut national des langues et civilisations orientales (INALCO/Langues O’) in Paris, am Institut français d’études arabes de Damas (IFEAD, heute IFPO) in Damaskus und am International Center for Persian Studies (Dehkhoda-Institut) der Universität Teheran. Zudem studierte er bis 2016 Katholische Theologie an der Johannes Gutenberg-Universität Mainz. Er ist langjähriges Mitglied des Institut dominicain d’études orientales (IDEO) in Kairo, dessen Fachzeitschrift MIDÉO er als Hauptschriftleiter zeitweise verantwortete. 
2017 wurde Halft mit einer Arbeit über die imāmitische (zwölferschiitische) Rezeption einer arabischen Evangelienübersetzung aus Ägypten im safawidischen Iran des 17. Jahrhunderts promoviert, für die er sowohl den Annemarie-Schimmel-Preis 2017 als auch den Alexander-Böhlig-Preis 2019 erhielt.
Seither hat Halft durch seine Grundlagenforschung zu persischen und arabischen Handschriften zahlreiche zuvor unbekannte oder kaum erforschte Texte der schiitisch-katholischen sowie der schiitisch-jüdischen Beziehungsgeschichte, vor allem aus dem 17. und 18. Jahrhundert, erschlossen und zum Teil kritisch ediert. Als Postdoktorand am Center for the Study of Conversion and Inter-Religious Encounters der Ben-Gurion-Universität im Negev und der Martin Buber Society of Fellows an der Hebräischen Universität Jerusalem widmete sich Halft der Erforschung von Schriften jüdischer und christlicher Konvertiten zum schiitischen Islam.
Halft nahm 2020 noch vor Beendigung seiner Habilitation einen Ruf auf den neu eingerichteten W3-Lehrstuhl für Abrahamitische Religionen mit Schwerpunkt Islam und interreligiöser Dialog an der Theologischen Fakultät Trier an. Dort konzipierte er den interdisziplinären Master Interreligiöse Studien: Judentum, Christentum, Islam, dessen Studiengangverantwortlicher er seitdem ist. Der Master vermittelt Schlüsselkompetenzen für die interreligiöse und transkulturelle Begegnung, indem er alle drei Religionen in ihrer Interaktion aus historischer, religionswissenschaftlich-vergleichender und theologischer Sicht betrachtet.
Seit 2021 leitet Halft zudem ehrenamtlich das Emil-Frank-Institut an der Universität Trier und an der Theologischen Fakultät Trier, das die Geschichte jüdischen Lebens in der Region Mosel-Eifel-Hunsrück erforscht. Er ist Berater der Unterkommission für den Interreligiösen Dialog (Kommission X) der Deutschen Bischofskonferenz, hat an der Arbeitshilfe Christlich-muslimische Beziehungen in Deutschland mitgewirkt und bezieht regelmäßig Stellung in den Medien zu Fragen der christlich-muslimischen Begegnung.
Als Theologe publiziert er zu Themen des interreligiösen Dialogs, der dominikanischen Ordensgeschichte und der Theologie des Ordenslebens.

## Schriften (Auswahl)

### Autor
- (im Erscheinen) „Ḥabīb al-ḥaqq’s Miftāḥ al-ḥuqūq: A Persian Treatise on the Quran and the Bible by a Catholic Missionary in the Persianate World“, in: Mission Studies 42 (2025) Special Issue: Paradigm Shifts in Indo-Persian Missions and Interreligious Polemics.
- „Die ‚Judenspiegel-Affäre‘: Jakob Ecker, Abraham Treu und ein Prozess vor dem Landgericht Münster 1883“, in: Marco Benini, Walter A. Euler und Klaus Vellguth (Hrsg.), Trierer Ringparabel. Den Glauben interreligiös zur Sprache bringen; Festschrift der Theologischen Fakultät Trier, Herder, Freiburg/Br. 2025, ISBN 978-3-451-02422-1, S. 137–177.
- „Kommune statt Kloster. Politisches Ordensleben am Beispiel der dominikanischen Lorscheid-Bewegung“, in: Ordenskorrespondenz 66 (2025) Heft 2: Orden und Politik, S. 208–215.
- „Islamischer Religionsunterricht in Rheinland-Pfalz – Chance auf einen innermuslimischen Dialog?“, in: Florian Kunz, Martin Lörsch und Agnes Wuckelt (Hrsg.), partizipativ - prozesshaft - hoffnungsvoll. Katechese in Gegenwart, Paulinus, Trier 2023, ISBN 978-3-7902-1772-8, S. 166–176.
- „Warum forschen Dominikaner*innen? Eine ordenstheologische Begründung“, in: Wort und Antwort 63 (2022) Heft 3: Studieren, forschen, lehren. Eine Auf-/Gabe der Orden, S. 124–129 (Digitalisat).
- „A Newly Discovered Persian Treatise on Biblical ‘Proofs’ of Muḥammad’s Prophethood (ca. 1702) by a Missionary Convert to Šīʿī Islam“, in: Mélanges de l'Institut dominicain d'études orientales (MIDÉO) 35: Les interactions entre šīʿites imāmites et chrétiens, Institut français d’archéologie orientale, Le Caire 2020, ISBN 978-2-7247-0775-5, S. 137–159 (Digitalisat).
- „Seeking Fullness of Life in an ‘Oasis of Peace’: Bruno Hussar’s Vision of a Shared Jewish-Palestinian Community“, in: Ellen Van Stichel, Thomas Eggensperger, Manuela Kalsky und Ulrich Engel (Hrsg.), Fullness of Life and Justice for All: Dominican Perspectives, ATF Theology, Adelaide 2020, ISBN 978-1-9256-7941-0, S. 33–43 (Digitalisat).
- „Towards a New Perception of Islam: The Influence of Marie-Dominique Chenu’s Theology of Incarnation on Christian-Muslim Relations“, in: Michael Attridge, Darren Dias, Matthew Eaton und Nicholas Olkovich (Hrsg.), The Promise of Renewal: Dominicans and Vatican II, ATF Theology, Adelaide 2017, ISBN 978-1-9254-8669-8, S. 225–239.
- „Ismāʿīl Qazvīnī: A Twelfth/Eighteenth-Century Jewish Convert to Imāmī Šīʿism and His Critique of Ibn Ezra’s Commentary on the Four Kingdoms (Daniel 2:31–45)“, in: Miriam L. Hjälm (Hrsg.), Senses of Scripture, Treasures of Tradition: The Bible in Arabic among Jews, Christians and Muslims (Biblia Arabica, Bd. 5), Brill, Leiden 2017, ISBN 978-90-04-34716-8, S. 280–304.
- The Arabic Vulgate in Safavid Persia: Arabic Printing of the Gospels, Catholic Missionaries, and the Rise of Shīʿī Anti-Christian Polemics, Refubium, Freie Universität Berlin, 2017, 307 S. (Digitalisat).
- „Saʿīd b. Ḥasan al-Iskandarī: A Jewish Convert to Islam. Editio princeps of the Later Recension (732/1331) of His Biblical ‚Testimonies‘ to the Prophet Muḥammad“, in: Mélanges de l’Institut dominicain d’études orientales (MIDÉO) 30, Peeters, Louvain 2014, S. 267–320 (Digitalisat).
- „Hebrew Bible Quotations in Arabic Transcription in Safavid Iran of the 11th/17th Century: Sayyed Aḥmad ʿAlavī’s Persian Refutations of Christianity“, in: Intellectual History of the Islamicate World 1 (2013), S. 235–252.
- „Schiitische Polemik gegen das Christentum im safawidischen Iran des 11./17. Jahrhunderts. Sayyid Aḥmad ʿAlawīs Lawamiʿ-i rabbānī dar radd-i šubha-yi naṣrānī“, in: Camilla Adang und Sabine Schmidtke (Hrsg.), Contacts and Controversies between Muslims, Jews and Christians in the Ottoman Empire and Pre-Modern Iran (Istanbuler Texte und Studien, Bd. 21), Ergon, Würzburg 2010, ISBN 978-3-95650-194-4, S. 273–334 (Digitalisat).

### Herausgeber
- Mélanges de l’Institut dominicain d’études orientales (MIDÉO) 39: Le Coran du Caire, 1924: texte, histoires et perspectives, Institut français d’archéologie orientale, Le Caire 2024, ISBN 978-2-7247-1029-8, 559 S. (mit Emmanuel Pisani) (Digitalisat).
- Schöpfung für das Leben. Schöpfungsspiritualitäten in Deutschland (Edition Schöpfung, Bd. 4), Patmos, Ostfildern 2024, ISBN 978-3-7867-3372-0, 338 S. (mit Carolin Neuber und Klaus Vellguth).
- Wort und Antwort 65 (2024) Heft 2: Ringen um Freiheit. Iran, 48 S.
- Mélanges de l’Institut dominicain d’études orientales (MIDÉO) 38: Théologies islamiques des catastrophes, Institut français d’archéologie orientale, Le Caire 2023, ISBN 978-2-7247-0957-5, 370 S. (Digitalisat).
- Mélanges de l’Institut dominicain d’études orientales (MIDÉO) 37: La récitation dans les premiers siècles de l’islam, Institut français d’archéologie orientale, Le Caire 2022, ISBN 978-2-7247-0856-1, 239 S. (Digitalisat).
- Wort und Antwort 62 (2021) Heft 4: Wo zwei oder drei... Abrahami(ti)sche Religionen, 48 S. (Digitalisat).